# Adrian Bjurman
Adrian Bjurman, född 4 mars 1884 i Katarina församling, Stockholm, död 3 juli 1972 i S:t Görans församling, Stockholm, var en svensk filmfotograf och regissör.
Bjurman var anställd 1911–1914 vid AB Svea Film, Svenska Bio 1915–1918, Skandinavisk Filmcentral 1918–1921 som fotograf och filmklippare, han regisserade sin första kortfilm 1933.
Adrian Bjurman var son till skolläraren Anders Bjurman och Augusta Karolina, ogift Ekström. Han var från 1934 till sin död gift med Eva Hansson (1900–1993), dotter till järnarbetare Karl Oskar Hansson och Maria Teresia, ogift Ekström. Makarna Bjurman är begravda på Norra begravningsplatsen utanför Stockholm.

## Regi i urval
- 1945 – Värmeland du sköna ... (kortfilm)
- 1941 – Albert Engström och hans rospiggar (kortfilm)
- 1940 – Från Faraos sandal till 58 Karlssons marschkänga (kortfilm)
- 1933 – En sommarfärd nordanled (kortfilm)

## Filmfoto i urval
- 1949 – Med flyg till sjunde himlen
- 1940 – Vildmarkens sång
- 1939 – Familien på Borgan
- 1937 – Tattarbruden
- 1937 – Ungt blod
- 1934 – Havets melodi
- 1933 – Hustru för en dag
- 1933 – I kongens klær
- 1932 – Kärleksexpressen
- 1932 – En stulen vals
- 1932 – Bröderna Östermans huskors
- 1931 – Hans Majestät får vänta
- 1930 – Norrlänningar
- 1930 – Flottans lilla fästmö
- 1929 – Ville Andesons äventyr
- 1928 – Stormens barn
- 1928 – Svarte Rudolf
- 1927 – Spökbaronen
- 1927 – Arnljot
- 1926 – Min fru har en fästman
- 1925 – Skärgårdskavaljerer
- 1924 – Flickan från Paradiset
- 1924 – Folket i Simlångsdalen
- 1923 – Fröken Fob
- 1923 – Hälsingar
- 1923 – Närkingarna
- 1922 – Fröken på Björneborg
- 1922 – Anderssonskans Kalle
- 1922 – Thomas Graals myndling
- 1921 – Värmlänningarna
- 1921 – Carpentier
- 1920 – Bodakungen
- 1913 – Nordiska spelen 1913